# Antodice quinquemaculata
Antodice quinquemaculata là một loài bọ cánh cứng trong họ Cerambycidae.